# Mont Songak
Le mont Songak (en coréen Songak san), portant l'ancien nom de la capitale du royaume coréen de Koryo (918-1392) aujourd'hui appelée Kaesong, se trouve à proximité de cette ville de Corée du Nord, au nord de la zone démilitarisée.
Après avoir été le théâtre d'escarmouches entre les deux Corée qui annonçaient la guerre de Corée, en 1948-1949, le mont Songak constitue l'un des principaux sites touristiques de la région de Kaesong en Corée du Nord.